# Zebulon York
Zebulon York (ur. 10 października 1819, zm. 5 sierpnia 1900) – oficer armii konfederackiej podczas wojny secesyjnej; jeden z niewielu urodzonych na północy, którzy przystali na służbę Stanów Skonfederowanych.